# Adaeum asperatum
Adaeum asperatum is een hooiwagen uit de familie Triaenonychidae. De wetenschappelijke naam van Adaeum asperatum gaat terug op Karsch.